# Тіна Кардінале-Бочемін
Тіна Кардінале, в шлюбі Кардінале-Бочемін (нар. 20 жовтня 1966 в Гадсоні, штат Массачусетс) — американська хокеїстка. 2002 року за значні досягнення в жіночому хокеї вона потрапила до спортивного залу слави Північно-Східного університету. Виконувала роль капітана в складі першої жіночої збірної США з хокею із шайбою.
Протягом свого першого сезону в складі студентської команди Хаскі закинула 19 шайб і зробила 13 передач. У другому сезоні — 15 шайб і 20 передач відповідно. У юніорському сезоні вона потрапила до збірної всіх зірок ECAC з показниками 18 шайб і 30 передач.
Блискуче розпочала дорослу кар'єру, коли її команда розпочала сезон з показниками 26-0-1, а сама вона закинула 18 шайб і зробила 41 передачу.
1990 року обрана капітаном першої в історії жіночої збірної США з хокею із шайбою, у складі якої вона взяла участь у Чемпіонаті світу з хокею із шайбою 1990. Також була у складі національної збірної на аналогічному змаганні 1992 року.